# Francisco Regueiro
Francisco Regueiro (Valladolid, 2 agosto 1934) è un regista e sceneggiatore spagnolo.
Nel 1989 il suo film Diario d'inverno è stato candidato al Premio Goya per il miglior film.

## Filmografia

### Regista
- El buen amor (1963)
- Amador (1966)
- Si volvemos a vernos (1968)
- Mi avveleno di azzurri (Me enveneno de azules) (1971)
- Carta de amor de un asesino (1972)
- Duerme, duerme, mi amor (1975)
- Las bodas de Blanca (1975)
- Scandalo borghese (Padre nuestro) (1985)
- Diario d'inverno (Diario de invierno) (1989)
- Madre Gilda (Madregilda) (1993)